# Tiirinsaari (ö i Birkaland, Tammerfors, lat 61,66, long 24,53)
Tiirinsaari är en ö i Finland. Den ligger i sjön Koljonselkä och i kommunen Orivesi i den ekonomiska regionen Tammerfors och landskapet Birkaland, i den södra delen av landet, 170 km norr om huvudstaden Helsingfors. Öns area är 3 hektar och dess största längd är 310 meter i sydväst-nordöstlig riktning.